# Grabštejn
Grabštejn – zamek położony w północnej części Czech, nad brzegiem Nysy Łużyckiej, w pobliżu miejscowości Hrádek nad Nisou w kraju libereckim.

## Historia
Po raz pierwszy w dokumentach warownia jest wymieniona w 1256 roku jako własność burgrabiego Donina z Miśni, którą otrzymał jako lenno od króla Przemysława Otakara II. W rękach rodziny Dohna, zamek pozostawał przez kolejnych trzysta lat broniąc doliny Nysy wraz z prowadzącą przez nią drogą do Czech. W XV wieku twierdza służyła jako miejsce wypadów łupieskich do pobliskich Łużyc. Rodzina Dohnów mieszkała w zamku do połowy XVI wieku. W 1562 roku Dohnowie sprzedali posiadłość, którą zakupił radca ziemski i cesarski urzędnik – Georg Mehl von Strehlitz. Nowy właściciel, w latach 1654–1669, przebudował swoją siedzibę i stary średniowieczny gród zamienił w renesansowy zamek. W tym czasie Mehl wybudował również gotycką kaplicę świętej Barbary, w której znalazło się wyposażenie oraz malowidła ścienne. Mehl nie cieszył się długo swoim majątkiem i w 1586 roku, musiał sprzedać zamek a nowym właścicielem został Ferdinand Hoffmann von Grünbühl. W 1622 roku w zamku wybuchł pożar, a w 1645 roku zamek został opanowany przez wojska szwedzkie, które stąd kontrolowały okolicę. Po wojnie trzydziestoletniej Grabštejn stał się własnością rodziny Trauttmansdorff.
W 1704 roku posiadłość kupił hrabia Johann Wenzel von Gallas i przyłączył ją do swojego majątku w północnych Czechach. Z inicjatywy rodziny Clam-Gallasów zbudowano poniżej Grabštejnu nowy, klasycystyczny pałac, który w 1818 roku otoczono parkiem. W 1843 roku zamek pomniejszono o jedno piętro co było następstwem pożaru, kolejnego w dziejach zamku. W rękach rodziny Clam-Gallasów posiadłość pozostawała do 1945 roku.
Po drugiej wojnie światowej zamek z roku na rok coraz bardziej podupadał.
W 1989 roku rozpoczęto prace remontowe, które trwają do dziś.